# La Fontaine de Jouvence (ballet)
Pour les articles homonymes, voir La Fontaine de Jouvence.
La Fontaine de Jouvence est un ballet de Jean-Georges Noverre représenté à la Foire Saint-Laurent17 septembre 1754, sur une musique de Jean-Joseph Vadé.